# Academia Petrina
Academia Petrina eller Jelgava gymnasium (lettiska: Jelgavas akadēmiskā ģimnāzija) är ett gymnasium i Jelgava. Skolan är den äldsta högre utbildningsinrättningen i Lettland och dess historia går tillbaka till 1775, då Peter von Biron tog initiativet till dess uppförande.